# Neta Harpaz
Neta Harpaz (hebr.: נטע הרפ, ur. 1893 w Kosowie Lackim, zm. 11 października 1970) – izraelski polityk, w latach 1949–1951 poseł do Knesetu z listy Mapai.

## Życiorys
Urodził się w 1893 w Kosowie Lackim, w ówczesnej guberni siedleckiej. Był członkiem Poalej Syjon. Do Palestyny wyemigrował w 1909. Był jednym z założycieli związku zawodowego Histadrut.
W niepodległym Izraelu w pierwszych wyborach parlamentarnych w 1949 jedyny raz dostał się do izraelskiego parlamentu.